# Van Buren (Ohio)
Van Buren es una villa ubicada en el condado de Hancock en el estado estadounidense de Ohio. En el Censo de 2010 tenía una población de 328 habitantes y una densidad poblacional de 490,86 personas por km².

## Geografía
Van Buren se encuentra ubicada en las coordenadas 41°8′19″N 83°38′58″O / 41.13861, -83.64944. Según la Oficina del Censo de los Estados Unidos, Van Buren tiene una superficie total de 0.67 km², de la cual 0.67 km² corresponden a tierra firme y (0%) 0 km² es agua.

## Demografía
Según el censo de 2010, había 328 personas residiendo en Van Buren. La densidad de población era de 490,86 hab./km². De los 328 habitantes, Van Buren estaba compuesto por el 97.26% blancos, el 0% eran afroamericanos, el 0% eran amerindios, el 0% eran asiáticos, el 0% eran isleños del Pacífico, el 1.83% eran de otras razas y el 0.91% pertenecían a dos o más razas. Del total de la población el 4.27% eran hispanos o latinos de cualquier raza.